# Ezidchan
Als Ezidchan oder Ezidkhan (kurmandschi Êzîdxan und ئێزيدخان, DMG Ēzīdḫān, deutsch: Land der Jesiden) bezeichnen Jesiden die mesopotamische Region, die heute ein Teil des modernen Irak, Syrien und der Türkei ist. In dieser Region befinden sich auch die traditionellen Siedlungsgebiete der Jesiden, die nicht zusammenhängend sind. 

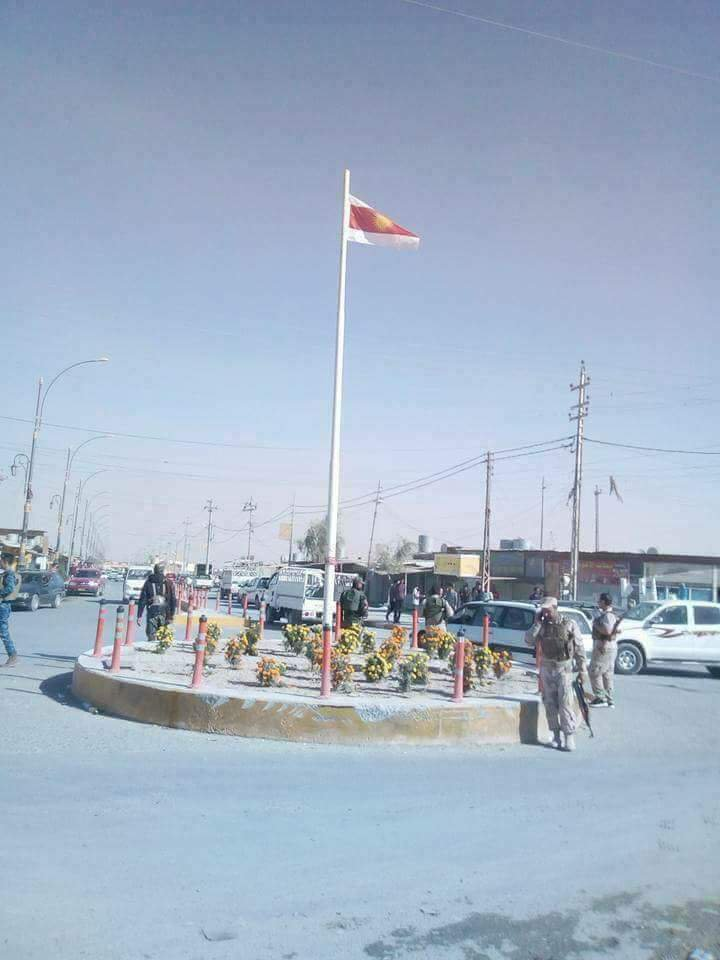
Jesiden in Sindschar (Shingal)

## Etymologie
Ezidchan (weitere Schreibweisen: Ezidkhan, Ezdikhan, Ezidikhan, Ezidichan) oder auf Kurmandschi „Êzîdxan“ (auch Êzdîxan oder Êzîdîxan) setzt sich aus den beiden Wörtern „Êzîdî“ (Eigenbezeichnung der Jesiden) und Xan bzw. Chan (dt. Haus) zusammen und bedeutet wörtlich das „Haus der Jesiden“. Sinngemäß wird es auch als das „Land der Jesiden“ übersetzt. Weiterhin bezeichnet der Begriff „Êzîdxan“ die Gemeinschaft der Jesiden.

## Siedlungsgebiete

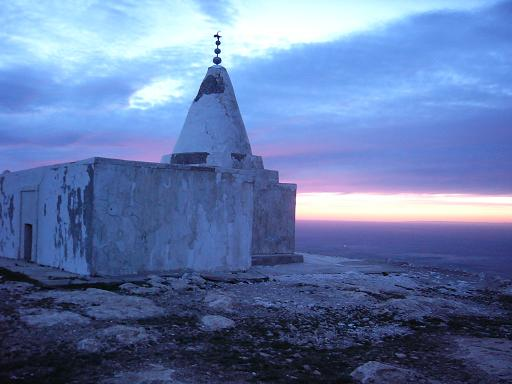
Jesidischer Tempel (Chel Mera) in Sindschar

Der Begriff „Êzîdxan“ ist auch die Bezeichnung traditioneller und historischer Siedlungsgebiete der Jesiden. Die ursprünglichen Hauptsiedlungsgebiete der Jesiden liegen in Nordmesopotamien, im heutigen nördlichen Irak, in Nordsyrien und in der südöstlichen Türkei.

### Irak
Zu den Siedlungsgebieten der Jesiden im Irak gehören im Distrikt Sindschar die irakische Stadt Sindschar, die jesidischen Dörfer nördlich des Dschabal Sindschar im Sub-Distrikt al-Schemal (der Norden) wie z. B. al-Tam’eem (Xanasor), Hiteen (Dugurê), Qadisīyāh (Dohula), al-Yarmoūk (Borêk), al-ʿAndalūs (Gohbal), al-ʿArobā (Zorava), Sinūnī (Sinunê), Hardan usw., sowie südlich des Dschabal Sindschar liegende jesidische Dörfer wie z. B. al-Qaḥṭānīya (Til Ezer), al-Jazīrāh (Sîba Şêx Xidir), al-ʿAdnānīya (Gir Zerk), al-Baath (Tel Qasab), al-Waleed (Tel Benat), Kocho usw. Im al-Hamdaniya Distrikt leben Jesiden in den Städten Baschiqa und Bahzani. Weitere jesidische Siedlungsgebiete sind die Stadt Ain Sifni (Şêxan), Baadre, Mahad usw., sowie die Heiligenstätte der Jesiden Lalisch im Distrikt Shekhan. Im Distrikt Tel Kaif leben die Jesiden in den Dörfern Bozan, Beban, Babira, Khatare, Dorata, Sreschka, Khoschaba usw. All diese Städte und Dörfer befinden sich in der irakischen Provinz Ninawa und gehören zu den umstrittenen Gebieten im Nordirak. Weitere jesidische Dörfer wie Khanke und Sharya befinden sich im Semile Distrikt in der Provinz Dahuk. In der kleinen irakischen Stadt Derabun im Zaxo Distrikt in der Provinz Dahuk und im Umland leben Jesiden des Haweri-Stammes.
Die jesidischen Dörfer im Irak sind meistens sogenannte „Modelldörfer“ die auch muǧammaʿāt genannt werden. Für die Ansiedlung der Jesiden wurden andere jesidische Dörfer in den 1960er bis 1980er Jahren durch die irakische Regierung entvölkert und die neu errichteten jesidischen Dörfer durch die Arabisierungspolitik der Baath-Partei in arabische Namen umbenannt. Die ca. 400 jesidischen Dörfer des Dschabal Sindschar wurden dem Erdboden gleichgemacht und die Einwohner zur Umsiedlung gezwungen. Einige Dörfer wurden nicht zerstört, um arabische Stämme anzusiedeln. Das Baath-Regime bezeichnete diese erzwungenen Umsiedlungsmaßnahmen als Modernisierungsprojekte. Das gleiche Schicksal passierte auch mit den Jesiden im Schaichān-Gebiet. Ein Beispiel für das Vorgehen der damaligen irakischen Regierung ist die ursprünglich jesidische Stadt Ain Sifni (Shekhan), die jesidische Bevölkerung wurde teilweise aus der Stadt vertrieben und in das neu errichtete Dorf für die Jesiden Mahad deportiert. Im Gegenzug wurden Kurden und Araber in Ain Sifni (Shekhan) angesiedelt.

### Türkei
Die Jesiden in der Türkei lebten vor allem in Südostanatolien, besonders im Gebirgszug Tur Abdin, in den Dörfern Oyuklu (Taqa), Çayırlı (Kefnas), Güven (Bacin), Çörekli (Denwan), Yenice (Xerabya), Koçan usw. im Landkreis Midyat und in Kaleli (Efşê), Değirmencik (Qolika), Çilesiz (Mezrê), Güneli (Geliyê Sora), Mağaracık (Xanik) usw. im Landkreis Nusaybin in der Provinz Mardin und in Mağara (Kiwex) usw. im Landkreis İdil in der Provinz Şırnak. Weitere jesidische Dörfer in der Türkei sind Yolveren (Çinerya) im Landkreis Batman und Yolkonak (Hacrê), Üçkuyular (Feqiran), Kuşçukuru (Kelhok), Uğurca (Qorikh), Oğuz (Şimiz), Kurukavak (Hamduna), Kumgeçit (Bazîvan), Deveboynu (Geduk), Onbaşı (Şahsîm), Meydancık (Duşa), Uğrak (Texerî) usw. im Landkreis Beşiri in der Provinz Batman. In der Provinz Diyarbakır liegt im Landkreis Sur das jesidische Dorf Bahçecik, im Landkreis Bismil liegt das jesidische Dorf Yasince und im Landkreis Çınar liegt das jesidische Dorf Gürses (Davudi). In der Provinz Şanlıurfa liegen im Landkreis Viranşehir die jesidischen Dörfer Bozca (Xirbe Belek), Burç, Dinçkök (Gede), Işıklı (Zevra), Oğlakçı, Tepeyolu (Tiltirik), Üçgül (Minminik) usw. Weitere ehemalige jesidische Siedlungsgebiete befinden sich in der Provinz Siirt. Durch die Türkisierung geographischer Namen in der Türkei wurden die jesidischen Dörfer umbenannt. In dem Landkreis Viranşehir mussten jesidische Eltern ihre Kinder von der Schule in Viranşehir nehmen, weil diese dort gezwungen wurden muslimische Gebete zu verrichten. Generell sind Jesiden in der Türkei starker Diskriminierung ausgesetzt und müssen ihre Identität meistens geheim halten. Ihr Besitz und ihre Häuser werden enteignet und sie werden aus dem Grundbuch durch neue Besitzer ersetzt. Im Mai 1989 reiste der damalige Innenminister Nordrhein-Westfalens Herbert Schnoor in die jesidischen Siedlungsgebiete in der Türkei, um sich dort selbst ein Bild zu machen. Schnoor setzte sich für das Bleiberecht der in Deutschland lebenden Jesiden ein. In der Türkei leben heute ca. 2000 Jesiden, die ursprünglich dort geboren sind oder teilweise aus Deutschland in ihre ursprünglichen Dörfer zurückgekehrt sind. In den 1980er Jahren lebten ca. 60.000 Jesiden in der Türkei. Nahezu alle Jesiden aus der Türkei sind aus ihren ehemaligen Dörfern und Städten geflüchtet, da sie von den Kurden und Türken unterdrückt und vertrieben wurden. Die meisten Jesiden, die ursprünglich aus der Türkei stammen, leben derzeit in Deutschland, Armenien und Georgien. Einige davon sind auch nach Sindschar im Irak geflüchtet. Die größeren Städte wie Mardin, Batman, Viranşehir usw. werden überwiegend von Kurden bewohnt. Die kleinen jesidischen Dörfer waren nach der Vertreibung der Jesiden aus der Türkei größtenteils unbewohnt und galten als ausgestorben. Nach der Massenflucht der Jesiden aus Sindschar 2014, sind viele Jesiden aus dem Irak vorübergehend in die ausgestorbenen jesidischen Dörfer in der Türkei geflüchtet. Einige Jesiden, die ursprünglich aus der Türkei stammen und derzeit in Deutschland leben, versuchen in ihre ehemaligen Dörfer zurückzukehren, doch sie werden von paramilitärischen Gruppen („Dorfschützern“) bedroht und daran gehindert.

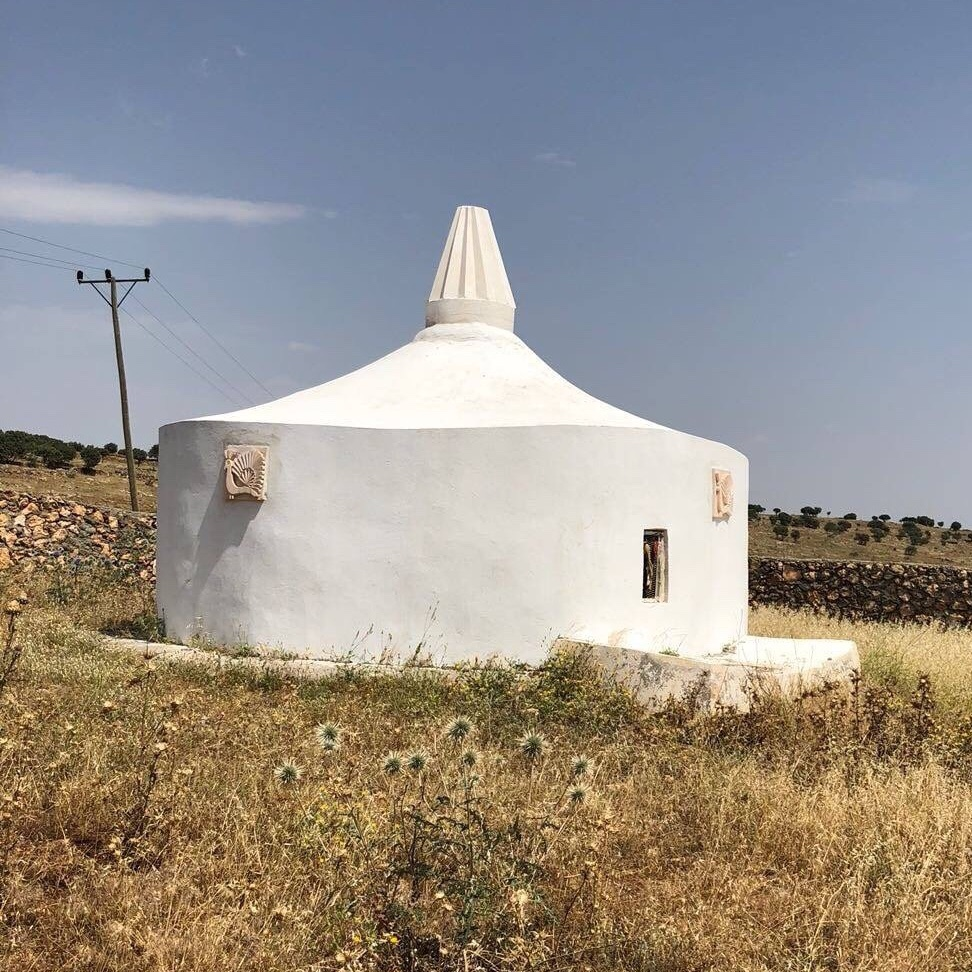
Ein jesidischer Tempel in dem jesidischen Dorf Güven (Bacin) im Landkreis Midyat in der Provinz Mardin in der Türkei

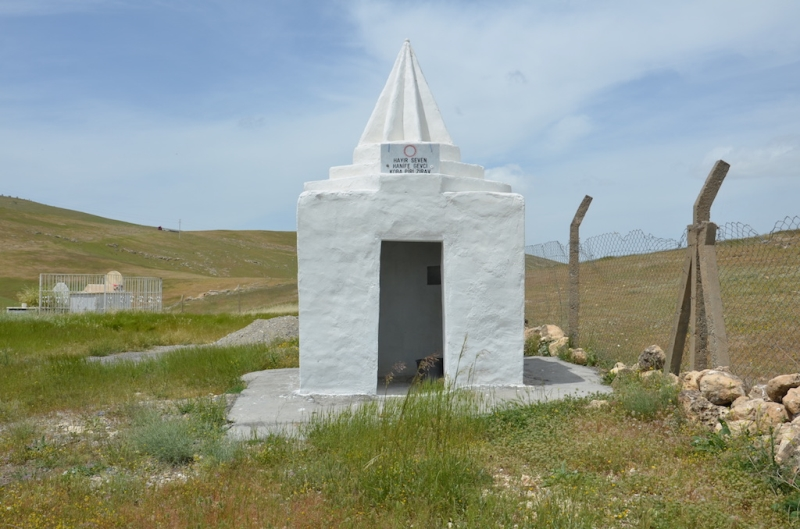
Ein jesidischer Tempel in dem jesidischen Dorf Yolveren (Çinerya) im Landkreis Batman in der Provinz Batman in der Türkei

### Syrien
Zu den Siedlungsgebieten der Jesiden in Syrien zählen vor allem die umliegenden Dörfer um die Stadt Afrin wie z. B. al-Sūq al-Kabīr (Gundê Mezin) und Raʾs al-Aswad (Feqîra) usw. Die Stadt Afrin selbst wird überwiegend von Kurden bewohnt. In Afrin leben aber auch viele Jesiden. Etwa 20.000 Jesiden sollen in Syrien in mehreren dutzend Dörfern um die Region Afrin leben. Eine genaue Anzahl der Jesiden in Syrien sowie deren Dörfer ist nicht bekannt. Einige Schätzungen gehen von 21 Dörfern, andere von 23 Dörfern und andere von 26 Dörfern der Jesiden in der Region Afrin aus. Das zweitgrößte Siedlungsgebiet der Jesiden in Syrien befindet sich im Gouvernement al-Hasaka in der Region Dschazīra im Nordosten Syriens. Im Umkreis von al-Qahtaniyya (Tirbespi) befinden sich jesidische Dörfer wie z. B. al-Marj (Dreçik) und al-Thalja (Otelja) usw. Im Umkreis von Amude befinden sich jesidische Dörfer wie z. B. Saradīq (Qizlaçuk) und al-Līd (Qolia) usw. Nördlich von al-Hasaka, sowie in der Nähe von Raʾs al-ʿAin (Sere Kaniye) entlang des Khabur Fluss befinden sich zahlreiche jesidische Dörfer. Die jesidischen Dörfer wurden durch den Bürgerkrieg in Syrien und durch das Vorgehen des Islamischen Staates, sowie die türkische Militäroffensive in Afrin fast vollständig zerstört und bombardiert. Zuvor haben IS-Terroristen dort jesidische Tempel zerstört und jesidische Gräber geschändet. Vermutlich sind alle Jesiden aus Syrien geflüchtet, wenn sie nicht umgebracht worden sind.

## Diaspora
Heute sind Jesiden durch Auswanderung auch in anderen Ländern verbreitet. Besonders in Europa (Deutschland, Niederlande, Schweden usw.) und dem Kaukasus (Armenien, Georgien und Russland) leben viele Jesiden. In Armenien leben über 35.000 Jesiden (2011) und in Deutschland über 200.000 Jesiden (2017).

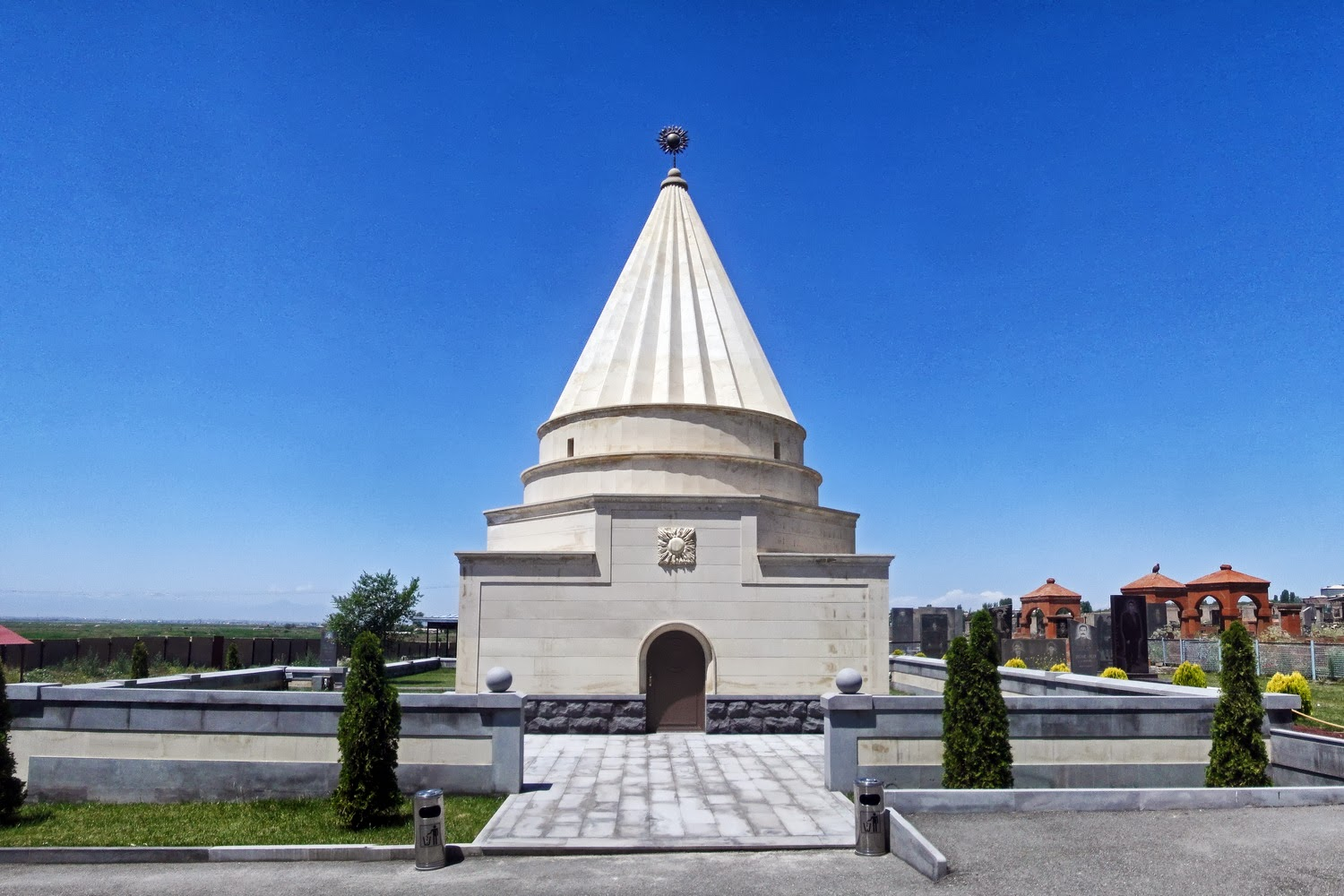
Ein jesidischer Tempel im Dorf Aknalitsch in Armenien

## Autonomie-Bestrebungen
Es gibt jesidische Bestrebungen, im Distrikt Sindschar unter dem Namen „Êzîdxan“ einen eigenen Autonomiestatus zu erhalten, da die in der Region lebenden Jesiden weder von der kurdischen Regionalregierung noch von der irakischen Zentralregierung die ihnen zustehende Beachtung finden. Außerdem erhielten sie während des Völkermordes an den Jesiden 2014 von den kurdischen Peschmerga keinerlei Schutz.

## Geschichte
Im 19. Jahrhundert existierte ein autonomes jesidisches Fürstentum im Osmanischen Reich, das den Namen „Êzîdxan“ trug. Das Fürstentum Êzîdxan befand sich um das Dorf und die gleichnamige Burg Redwan im Gebiet Garzan (heute nördlich von Cizir in der Türkei). Es wurde von dem jesidischen Fürsten Seid Beg regiert. Seid Beg verteidigte das jesidische Fürstentum und kämpfte gegen den kurdischen Fürsten Bedirxan Beg. Bereits vor Seid Beg existierte ein autonomes jesidisches Fürstentum in diesem Gebiet, welches von dem jesidischen Fürsten Mirza Axa (auch Agha oder Aga) regiert wurde. Dieser war ständig im Krieg mit anderen kurdischen Fürsten.

### Moderne Erwähnung
Im Distrikt Sindschar nennt sich eine jesidische Miliz „Hêza Parastina Êzîdxan“ (Verteidigungskraft Ezidikhans) und kontrolliert dort die Region.

## Persönlichkeiten
In der jesidischen Geschichte gab es viele jesidische Herrscher und Fürsten, die jesidisch-bewohnte Gebiete regierten und von den Jesiden heute als Nationalhelden geehrt werden. Hier sind einige Beispiele:
- Mirza Agha
- Hussein Beg Dasini